# Леопольдо Лопес
Леопольдо Лопес Мендоса (ісп. Leopoldo López Mendoza; нар. 29 квітня 1971, Каракас, Венесуела) — венесуельський політичний діяч і економіст, нині — національний координатор венесуельської політичної партії Народна воля.

## Освіта
Здобув ступінь бакалавра з соціології в Кеньон-коледжі, пізніше ставши магістром публічної політики в Гарвардському університеті.

## Політична діяльність
Вперше в політиці Лопес з'явився в 2000 році, коли став співзасновником політичної партії «За справедливість» (ісп. Primero Justicia) поряд з Енріке Капрілесом і Хуліо Борхесом, а також став мером муніципалітету Чакао в результаті успіху на регіональних виборах в липні 2000 року. Під час перебування на цій посаді він удостоївся ряду нагород за чесність та ефективність у своїй адміністративній діяльності.
Лопес, який очолив протести 2014 року в Каракасі, був заарештований 18 лютого за звинуваченням у підпалі, тероризмі та вбивстві. Freedom House, Г'юман Райтс Вотч та інші правозахисні міжнародні організації засудили його арешт як політично мотивований.

## Особисте життя
Одружений, має двох дітей.